# Jednorodna funkcja kwadratowa
Jednorodna funkcja kwadratowa – funkcja {\displaystyle f\colon K^{n}\to K} gdzie {\displaystyle K} jest ciałem, a {\displaystyle n} liczbą naturalną, o tej własności, że dla każdych {\displaystyle a,b\in K,\alpha ,\beta \in K^{n}{:}}
- {\displaystyle f(a\alpha +b\beta )=a^{2}f(\alpha )+b^{2}f(\beta )+2ab\varphi (\alpha ,\beta )} w przypadku, gdy charakterystka ciała {\displaystyle K} jest różna od 2
- {\displaystyle f(a\alpha +b\beta )=a^{2}f(\alpha )+b^{2}f(\beta )+ab\varphi (\alpha ,\beta )} w przypadku, gdy charakterystyka ciała {\displaystyle K} jest równa 2

oraz {\displaystyle \varphi } jest pewnym funkcjonałem dwuliniowym określonym na {\displaystyle K^{n}.}